# ヴァイオリンベース
ヴァイオリンベース (Violin Bass) とは、ヴァイオリンに形状が似ているエレクトリックベース（ベース・ギター）の総称。当然、ボディ形状が似ているからこのように通称されているだけであり、ヴァイオリンとは無関係。楽器としての実態はギター（ベースギター）である。

## 概要
1953年にギブソン社が発表した同社初のエレクトリック・ベース「EB-1」が、このタイプの最初のものとされる。ギブソン社のものを参考に、1956年にカール・ヘフナー社製の500-1が開発された。デビュー前から現在に至るまでポール・マッカートニー(ビートルズ)が愛用していることで知られている。このタイプでは最も代表的なモデルとされる。
日本におけるグループ・サウンズ時代には、ビートルズの影響からか、様々なメーカーのヴァイオリン・ベースを多用していたが、中空のボディ構造が災いして、ソリッド・ボディのベースに比べて音の輪郭がタイトではなく、かつ重厚なベース音を出せないため、メジャー音楽シーンではあまり使われなくなっていった。主流から外れたとはいえ、中空構造から生まれる独特の温かいトーンは多くの人々を魅了し、わけてもビートルズをトリビュートするバンドからは、依然高い支持を得ている。近年、中国生産のヘフナー・500-1ではハウリング対策としてボディ内にサスティーンブロック（角材）が埋め込まれており、安価ながらも実用性は幾分向上している。また、プライマスのレス・クレイプールがエコーのヴァイオリン・ベース995でテクニカルな演奏を披露し、この手のモデルのポテンシャルが再評価されている。

## 生産メーカー
- カール・ヘフナー - Violin Bassシリーズ(500-1他)[2]
- エピフォン - Viola Bass[3]
- グレコ - VBシリーズ